# 심경섭
심경섭(1991년 8월 28일 ~ )은 대한민국의 前 남자 배구 선수이며, 안산 OK금융그룹 읏맨의 선수였다.

## 논란

### 학교폭력 가해자
심경섭이 학교폭력 가해자였다는 의혹이 제기되었다. 안산 OK금융그룹 웃맨의 선진욱 감독은 함께 학교폭력 의혹이 제기된 송명근과 심경섭이 학교폭력 피해자에게 용서를 구해야 한다고 말했다.
이후 심경섭은 자신의 학교폭력 사실을 인정하였다. 구단 측에서는 연락이 닿지 않아 문자 메시지를 통해 사과를 했다고 주장하였으나, 피해자는 말도 안되는 입장문이고 자신은 사과문을 전혀 인정할 수 없다고 하였다.
또한 함께 학교폭력을 저지른 송명근 (배구 선수)은 사과문을 작성하였으나, 신경섭은 사과문을 작성하지 않고 오히려 네티즌과 설전을 벌이는 등의 행위로 인해 네티즌들로부터 비판을 받고 있다.

## 안산 OK금융그룹 읏맨시절
2013-2014시즌 신인드래프트에서 당시 신생팀이였던 안산 OK저축은행 러시앤캐시에 1라운드 7순위로 지명을 받아 입단하였다. 입단 후 주공구인 송명근과 송희채의 백업으로 경기에 자주 출장하였다.
2015-2016시즌이 끝난후 팀동료인 조국기과 함께 상무에 지원하여 입대하였고, 2018년 1월에 제대하였다. 제대한후 백업레프트로 경기에 출장하고 있다. 시즌이 끝난후 주전 레프트였던 송희채가 FA로 대전 삼성화재 블루팡스로 이적하게 되면서 경기에 자주 출장할 것으로 보인다. 10월 30일 대전 삼성화재 블루팡스와의 경기에서 주전 레프트인 송명근 대신 선발 출장하여 맹활약을 하면서 3-0 셧아웃 승리에 일조하였다.

## 출신학교
- 금상초등학교
- 송림중학교
- 영생고등학교
- 성균관대학교